# Maria Pia Mastena
Maria Pia Mastena, S.S.V., rodným jménem Teresa Maria Mastena (7. prosince 1881, Bovolone – 28. června 1951, Řím) byla italská římskokatolická řeholnice, zakladatelka a členka kongregace Sester Svaté Tváře. Katolická církev ji uctívá jako blahoslavenou.

## Život
Narodila se dne 7. prosince 1881 v Bovolone jako první z pěti dětí Giulia Masteny a Marie Antonie Casarotti. Její otec pracoval jako obchodník a její matka byla učitelkou. Pokřtěna byla dne 29. prosince 1881 v místím farním kostele. Dne 19. března 1891 přijala své první svaté přijímání a složila soukromý slib panenství. Dne 27. srpna 1891 přijala svátost biřmování.
Nejprve ji vyučovala matka doma, poté docházela na školu, vedenou řeholnicemi kongregace Milosrdných sester z Verony. Během dosívání působila ve své farnosti jako katechetka. Roku 1891 se poprvé setkala s úctou ke Svaté Tváři, ke které si poté vybudovala velkou oddanost. Roku 1895 požádala o vstup do kongregace Milosrdných sester z Verony, do jejíhož postulátu však byla přijata až 3. září 1901 ve Veroně. Dne 29. září 1902 pak zahájila svůj noviciát a přijala řeholní hábit. Dne 24. října 1903 složila své doživotní řeholní sliby a přijala řeholní jméno Passitea Maria od Dítěte Ježíše.
V říjnu roku 1905 dokončila magisterské studium ve Veroně a získala diplom učitelky. Dne 7. října 1907 získala další učitelskou kvalifikaci, načež sloužila jako učitelka v mateřské škole. Dne 28. října 1908 začala učit v novém středisku její kongregace v obci v Miane a brzy se stala jeho ředitelkou. Během první světové války bylo její působiště nedaleko bitvy na Piavě. Dne 7. července 1912 založila v Miane sirotčinec a v letech 1917–1918 také rekreační klub. Po první světové válce jí zemřela matka a přišly další události, které na ni měly hluboký dopad. Poté se rozhodla se vzdálit aktivnímu apoštolátu a uchýlit se do ústraní, pročež přestoupila s povolením svých představených dne 15. dubna 1927 do cisterciáckého kláštera San Giacomo di Veglia ve Vittorio Veneto. Přijala nové řeholní jméno Maria Pia a dne 2. června 1927 cisterciácký řeholní hábit. Zahájila zde poté noviciát.
Dne 15. listopadu 1927 se po poradě se svým zpovědníkem a duchovním vůdcem, biskupem z Vittoria Veneta Eugeniem Beccegatem rozhodla opustit klášter a věnovat se výuce, neboť nenašla v kontemplativním životě své poslání. Učila poté v Miane (1927–1928), ve Follina Carpesica (1928–1930) a poté v San Fioru (1930–1936). Zde otevřela mateřskou školu a vývařovnu. V té době pojala myšlenku založení nové kongregace, která by byla zasvěcena Svaté Tváři. V San Fioru zorganizovala roku 1930 malou komunitu žen a dívek, nazvanou „Pious Rescue“, jejímž cílem bylo pomáhat chudým dětem a učit je řemeslu. Z komunity vznikla řeholní kongregace Sester Svaté Tváře, která byla jí oficiálně založena dne 24. října 1932. Jí založená kongregace zpočátku procházela mnohými obtížemi, než byla dne 8. prosince 1936 schválena na diecézní úrovni.
Jí založená kongregace se poté rozrostla o nové členky i řeholní domy. Dne 12. května 1940 se setkala na soukromé audienci s papežem Piem XII., aby diskutovali o práci její kongregace. Bylo to během druhé světové války a kongregace se účastnila humanitární pomoci pro vojáky a oběti konfliktu a krmila je zdarma a bez rozdílu národnosti a příslušnosti. Dne 10. prosince 1947 získala jí založená kongregace papežské schválení. Dne 8. prosince 1948 byla na první generální kapitule kongregace zvolena její první generální představenou, kterouž funkci zastávala až do své smrti. Roku 1949 začala připravovat založení nové kliniky v Římě, kterou by spravovaly sestry z kongregace, kterou vedla.

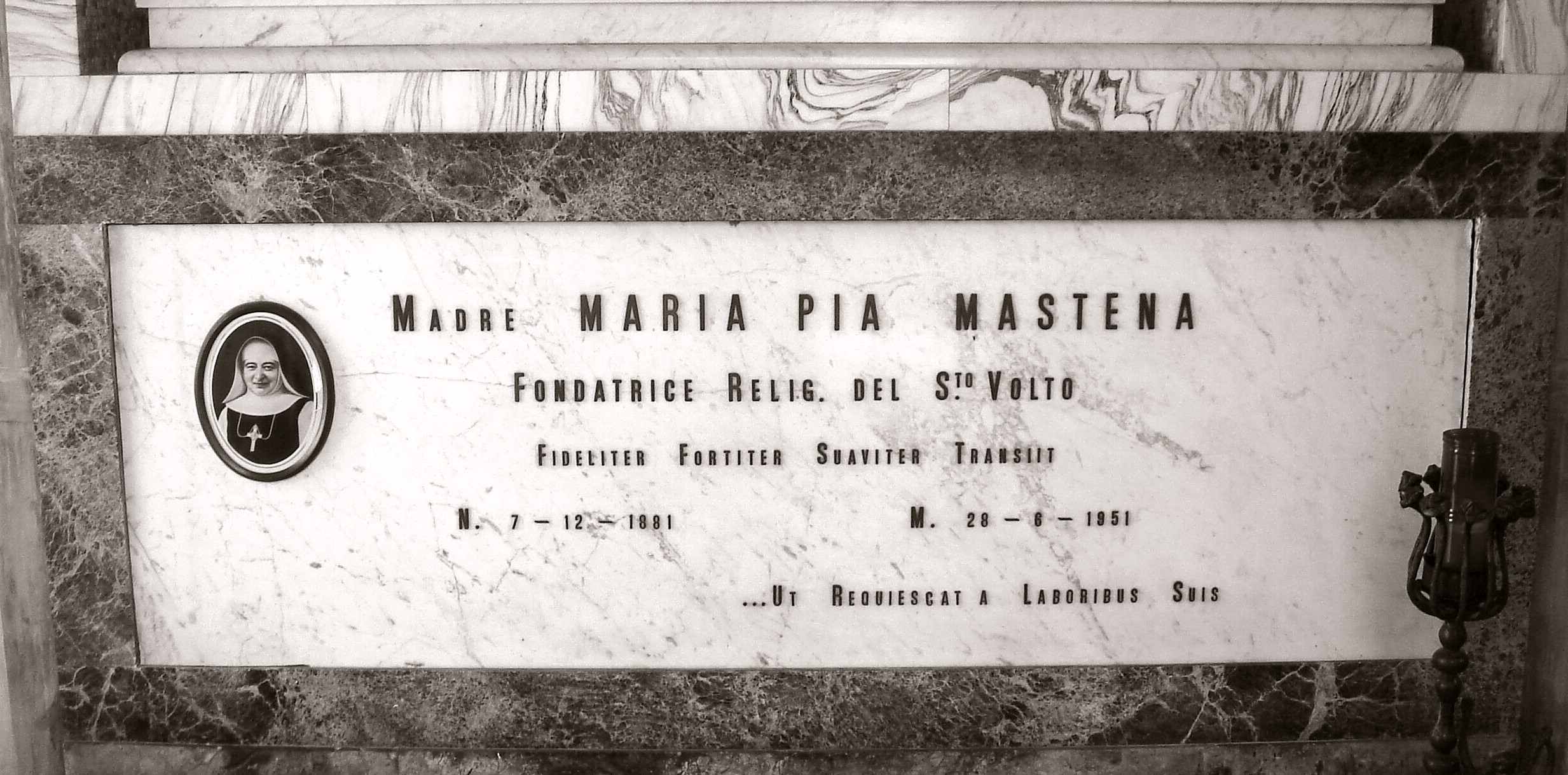
Její hrobka v San Fioru

Začala však mít vážné zdravotní problémy, kdy mimo jiné prodělala infarkt a musela přerušit své aktivity. Zemřela dne 28. června 1951 v Římě, kde se 1. července konal její pohřeb, který se poté opakoval také v San Fioru 4. července. Její ostatky byly nejprve pohřbeny v Campo Verano, dne 26. prosince 1953 pak byly přeneseny do kaple mateřského domu jí založené kongregace v San Fioru.

## Úcta
Její beatifikační proces započal dne 23. června 1990, čímž obdržela titul služebník Boží. Dne 5. července 2002 ji papež sv. Jan Pavel II. podepsáním dekretu o jejích hrdinských ctnostech prohlásil za ctihodnou. Dne 22. června 2004 byl uznán zázrak na její přímluvu, potřebný pro její blahořečení.
Blahořečena pak byla dne 13. listopadu 2005 v bazilice sv. Petra. Obřadu předsedal jménem papeže Benedikta XVI. kardinál José Saraiva Martins.
Její památka je připomínána 28. června. Bývá zobrazována v řeholním oděvu.